# Kabupaten Barito Kuala
Kabupaten Barito Kuala är ett kabupaten i Indonesien.   Det ligger i provinsen Kalimantan Selatan, i den västra delen av landet, 900 km öster om huvudstaden Jakarta. Antalet invånare är 276 147. Kabupaten Barito Kuala ligger på ön Anyer.